# Alice Arcuri
Alice Arcuri (Genova, 11 febbraio 1984) è un'attrice italiana.

## Biografia
Inizia a fare teatro a 16 anni, dopo aver abbandonato la scherma agonistica in seguito ad un problema di salute.
Laureata in Lettere moderne con indirizzo Storia del teatro a Genova, nel 2003 entra alla Scuola del Teatro Stabile di Genova, diplomandosi nel 2006. Nello stesso anno vince il premio Hystrio come miglior attrice esordiente. 
Da quell'anno inizia a lavorare in teatro, ma anche in televisione e al cinema. Tra le serie cui partecipa troviamo Don Matteo, Petra, Blanca, Tutta colpa di Freud, Doc e Il clandestino, in cui è coprotagonista accanto ad Edoardo Leo.
Dal 2022 è Ambasciatrice di Genova nel Mondo.

## Filmografia

### Cinema
- Stay, regia di Anna Bucchetti (2007)
- Italian Movies, regia di Matteo Pellegrini (2012)
- La regola del piombo, regia Giacomo Arrigoni (2013)
- Un mondo fantastico, regia di Michele Rovini (2022)
- Holiday, regia di Edoardo Gabbriellini (2023)

### Televisione
- Don Matteo – serie TV, episodio 11x08 (2018)
- Petra, regia di Maria Sole Tognazzi – serie TV (2020-2022)
- Tutta colpa di Freud - La serie – serie TV (2021)
- Blanca – serie TV, episodio 1x04 (2021)
- Sopravvissuti, regia di Carmine Elia – serie TV (2022)
- Fedeltà, regia Molaioli e Cipani – serie TV (2022)
- Doc - Nelle tue mani – serie TV (2022-2024)
- Vivere non è un gioco da ragazzi, regia di Rolando Ravello – serie TV (2023)
- ll Clandestino, regia di Rolando Ravello – serie TV (2024)
- Viola come il mare, regia di Alexis Sweet – serie TV (2024)
- Un passo dal cielo, regia di Alexis Sweet e Laszlo Barbo – serie TV (2025)

## Teatro
- La partitella di Giuseppe Manfridi, regia di Sergio Maifredi (2001)
- Le Baccanti di Euripide, regia di Oreste Valente (2001)
- Noccioline di Fausto Paravidino, regia di Sergio Maifredi (2002)
- Quattro variazioni sul tema amore di A. L. Messeri (2005)
- Sarto per signora di Georges Feydeau, regia di A. L. Messeri (2005)
- Mandragola di Niccolò Machiavelli, regia di Marco Sciaccaluga (2006)
- L'eccezione e la regola di Bertolt Brecht, regia di Iris Fusetti (2006)
- Tutto è bene quel che finisce bene di William Shakespeare, regia di L. Giordana (2006)
- Genova 01, testo e regia di Fausto Paravidino (2006)
- Un posto luminoso chiamato giorno di Tony Kushner, regia di Massimo Mesciulam (2006)
- Mercator di Tito Maccio Plauto, regia di Marco Sciaccaluga (2006)
- La maga fulminata di Benedetto Ferrari, regia di Daniela Capurro (2007)
- Il dissoluto punito di Lorenzo Da Ponte, regia di Antonio Salines (2007)
- Svet, la luce risplende nelle tenebre di Lev Tolstoj, regia  di Marco Sciaccaluga (2007)
- Viaggiatori viaggianti, testo e regia di Sergio Maifredi (2008)
- L'agente segreto di Joseph Conrad, regia di Marco Sciaccaluga (2008)
- Aspettando Godot di Samuel Beckett, regia di Marco Sciaccaluga (2009)
- La donna di un tempo di Roland Schimmelpfennig, regia di Sergio Maifredi (2009)
- Il ragazzo dell'ultimo banco di Juan Mayorga, regia di Alberto Giusta (2009)
- L'anima buona di Sezuan di Bertolt Brecht, regia di Elio De Capitani e Ferdinando Bruni (2009)
- Re Lear di William Shakespeare, regia di Marco Sciaccaluga (2009)
- Misura per misura di William Shakespeare, regia di Marco Sciaccaluga (2010)
- Il ritorno a casa di Harold Pinter, regia di Marco Sciaccaluga (2010)
- La scuola delle mogli di Molière, regia di Marco Sciaccaluga (2011/2012)
- Il gioco dei re di Luca Viganò, regia di Marco Sciaccaluga (2013)
- It, Wound, Killer, Now di Philip Ridley, regia di Luca Fiamenghi (2014)
- Cyrano de Bergerac di Edmond Rostand, regia di Carlo Sciaccaluga e di Matteo Alfonso (2015)
- Le donne dell'Iliade di Andrea Del Ponte, regia di Monica Avolio (2015)
- Il matrimonio del signor Mississippi di Friedrich Dürrenmatt, regia di Marco Sciaccaluga (2015)
- Lovesong di Abi Morgan, regia di Carlo Emilio Lerici (2016)
- 50 shades of martyrdom, regia di Jan Klata (2016)
- Constellations di Nick Payne, regia di P. Pederzini (2016)
- Intrigo e amore di Friedrich Schiller, regia di Marco Sciaccaluga (2016)
- Eden di Eugene O'Brien, regia di Marco Sciaccaluga (2017)
- Ascolto di L. Tanzi, regia di P. Pederzini (2017)
- Il gabbiano di Anton Čechov, regia di Marco Sciaccaluga (2017)
- Il rito di Ingmar Bergman, regia di Alfonso Postiglione (2023)